# Nasusina inferior
Nasusina inferior là một loài bướm đêm trong họ Geometridae.